# JBL 2007-08
JBL 2007-08は、2007年10月11日から2008年3月26日まで、日本各地で行われたバスケットボールリーグである。日本バスケットボールリーグとして最初のシーズンである

## 参加チーム
旧JBLスーパーリーグに参加していた7チームにレラカムイ北海道を加えた8チームが参加。
- レラカムイ北海道（新規参加）
- 日立サンロッカーズ
- 東芝ブレイブサンダース
- トヨタ自動車アルバルク
- オーエスジーフェニックス東三河（旧オーエスジーフェニックス）
- アイシンシーホース
- 三菱電機ダイヤモンドドルフィンズ（旧三菱電機メルコドルフィンズ）
- パナソニックトライアンズ（旧パナソニックスーパーカンガルーズ）

なお、オーエスジーフェニックス東三河は2008-09シーズンからのbjリーグ転籍が決まっているため、JBLでは最後のシーズンとなる。

## 試合方式

### レギュラーシーズン
- 8チームによる5回戦総当たり（1チーム35試合）のリーグ戦を戦う。
- 12月中は「リーグカード」と題し、リーグが指定した開催地（原則として中立地）で行われる。それ以外はホーム・アンド・アウェーとなる。
- 1月は全日本総合バスケットボール選手権大会による中断を経て、18日に再開される。
- 上位4チームがプレーオフに進出する。

### プレーオフ
- レギュラーシーズン1位と4位、2位と3位の組み合わせで3戦2勝方式のセミファイナルを戦い、勝者は5戦3勝方式のファイナルに進む。会場は国立代々木競技場第二体育館。

### オールスターゲーム
12月25日に月寒アルファコートドーム（レラカムイ北海道の本拠地）で開催。ファン投票などにより選出された2チームによる東西対抗形式となる。
ファン投票は各5ポジション1位と外国籍選手2名を選出。残り3名はメディア・チーム推薦により選出される。投票は会場投票（10月7日～11月25日）・インターネット投票（～11月25日）・ハガキ投票（11月18日消印有効）の3通りで行われる。

## 結果

### レギュラーシーズン順位
| 順位 | チーム名                         | 成績     | 勝率 | タイブレーク |
| ---- | -------------------------------- | -------- | ---- | ------------ |
| 1    | アイシンシーホース               | 26勝9敗  | .743 |              |
| 2    | トヨタ自動車アルバルク           | 21勝14敗 | .600 |              |
| 3    | オーエスジーフェニックス東三河   | 20勝15敗 | .571 |              |
| 4    | 三菱電機ダイヤモンドドルフィンズ | 18勝17敗 | .514 | 3勝2敗       |
| 5    | パナソニックトライアンズ         | 18勝17敗 | .514 | 2勝3敗       |
| 6    | 日立サンロッカーズ               | 16勝19敗 | .457 |              |
| 7    | 東芝ブレイブサンダース           | 13勝22敗 | .371 |              |
| 8    | レラカムイ北海道                 | 8勝27敗  | .229 |              |

### プレーオフ
セミファイナル
| 戦 | 勝者                                   | スコア | 敗者                                     | 会場       |
| -- | -------------------------------------- | ------ | ---------------------------------------- | ---------- |
| 1  | トヨタ自動車アルバルク レギュラー・2位 | 100-93 | オーエスジーフェニックス東三河 同・3位   | 代々木第二 |
| 2  | トヨタ自動車アルバルク レギュラー・2位 | 95-77  | オーエスジーフェニックス東三河 同・3位   | 代々木第二 |
| 1  | アイシンシーホース 同・1位             | 91-88  | 三菱電機ダイヤモンドドルフィンズ 同・4位 | 代々木第二 |
| 2  | アイシンシーホース 同・1位             | 70-60  | 三菱電機ダイヤモンドドルフィンズ 同・4位 | 代々木第二 |

ファイナル
| 戦 | 優勝               | スコア | 準優勝                 | 会場       |
| -- | ------------------ | ------ | ---------------------- | ---------- |
| 1  | アイシンシーホース | 81-65  | トヨタ自動車アルバルク | 代々木第二 |
| 2  | アイシンシーホース | 76-82  | トヨタ自動車アルバルク | 代々木第二 |
| 3  | アイシンシーホース | 72-86  | トヨタ自動車アルバルク | 代々木第二 |
| 4  | アイシンシーホース | 88-69  | トヨタ自動車アルバルク | 代々木第二 |
| 5  | アイシンシーホース | 93-79  | トヨタ自動車アルバルク | 代々木第二 |

### 最終順位
| 順位 | チーム名                         |
| ---- | -------------------------------- |
| 1    | アイシンシーホース               |
| 2    | トヨタ自動車アルバルク           |
| 3    | オーエスジーフェニックス東三河   |
| 4    | 三菱電機ダイヤモンドドルフィンズ |
| 5    | パナソニックトライアンズ         |
| 6    | 日立サンロッカーズ               |
| 7    | 東芝ブレイブサンダース           |
| 8    | レラカムイ北海道                 |

### オールスターゲーム

#### 出場選手
- EAST

☆ 五十嵐圭(日立)
☆ 折茂武彦(北海道)
☆ 酒井泰滋(日立)
☆ 竹内譲次(日立)
☆ 伊藤俊亮(東芝)
☆ ジェワッド・ウィリアムズ(北海道)
☆ タイラー・ニュートン(北海道)
・ 桜井良太(北海道)
・ 渡邉拓馬(トヨタ自動車)
・ 古田悟(トヨタ自動車)
・ 石崎巧(東芝)
・ 菊地祥平(東芝)
- WEST

☆ 柏木真介(アイシン)
☆ 朝山正悟(オーエスジー)
☆ 川村卓也(オーエスジー)
☆ 竹内公輔(アイシン)
☆ 桜木ジェイアール(アイシン)
☆ アルファ・バングラ(アイシン)
☆ エイドリアン・カスタス(パナソニック)
・ 佐古賢一(アイシン)
・ 梶山信吾(三菱電機)
・ 佐藤託矢(三菱電機)
・ 阿部佑宇(パナソニック)
・ 青野文彦(パナソニック)

#### 結果
| 勝者 | 結果    | 敗者 | MVP      |
| ---- | ------- | ---- | -------- |
| WEST | 122-112 | EAST | 朝山正悟 |

## JBLアウォード
| 部門                         | 受賞者     | チーム   |
| ---------------------------- | ---------- | -------- |
| レギュラーシーズンMVP        | 柏木真介   | アイシン |
| プレーオフMVP                | 柏木真介   | アイシン |
| ルーキー・オブ・ザ・イヤー   | 竹内公輔   | アイシン |
| ルーキー・オブ・ザ・イヤー   | 竹内譲次   | 日立     |
| コーチ・オブ・ザ・イヤー     | 鈴木貴美一 | アイシン |
| レフェリー・オブ・ザ・イヤー | 宮武庸介   |          |

### ベスト5
| ポジション | 受賞者                 | チーム     |
| ---------- | ---------------------- | ---------- |
| G          | 五十嵐圭               | 日立       |
| G/F        | 折茂武彦               | レラカムイ |
| F          | 竹内譲次               | 日立       |
| F/C        | 竹内公輔               | アイシン   |
| C          | マーキース・エスティル | OSG        |

### リーダーズ
| 部門               | 受賞者                 | チーム   | 記録    |
| ------------------ | ---------------------- | -------- | ------- |
| 得点               | マーキース・エスティル | OSG      | 24.88点 |
| アシスト           | クリフ・ホーキンス     | OSG      | 7.53本  |
| リバウンド         | マーキース・エスティル | OSG      | 16.03本 |
| 野投成功率         | マーキース・エスティル | OSG      | 70.04%  |
| フリースロー成功率 | ジェームズ・メイ       | アイシン | 91.67%  |
| 3P成功率           | 佐藤稔浩               | 日立     | 42.99%  |
| スティール         | クリフ・ホーキンス     | OSG      | 2.29本  |
| ブロックショット   | 竹内公輔               | アイシン | 1.77本  |